# Émile Tissier
Émile Vincent Méo, connu sous le nom de Émile Tissier, né le 21 mai 1875 à Paris et mort en 1940 en Haute-Savoie, est un journaliste et homme politique français.
Journaliste et militant anarchiste durant dans sa jeunesse, il rejoint Gustave Hervé avec qui il administre le journal antimilitariste La Guerre sociale. Suivant celui-ci dans son tournant nationaliste durant la Première Guerre mondiale, il l'aide à fonder le Parti socialiste national (PSN) et le suit dans ses évolution jusqu'à sa mort. 

## Biographie

### Le journaliste anarchiste et antimilitariste
Né en 1875, Émile Tissier est envoyé dès l'adolescence à l’École professionnelle de typographie Gutenberg puis, dès l'âge de 15 ans, rentre dans le mouvement anarchiste en participant à des manifestations et devient secrétaire, en 1894, du groupe anarchiste Les Égaux du 17e. En 1897, il est condamné par les autorités à un an de prison pour avoir participé à une manifestation contre le Tsar russe puis, une fois libéré, va faire son service militaire. De retour, il participe activement à l'organisation des Milieux libres, devient administrateur de la Revue communiste et fonde une coopérative. Après l'échec de celle-ci, il se réoriente et devient employé de banque mais est très vite révoqué en 1910 en raison d'un procès à la suite de la diffusion d'un tract du Comité de défense sociale (CDS) dont il était le secrétaire. Poursuivi pour « provocation au meurtre et à la désobéissance », il est finalement acquitté. 

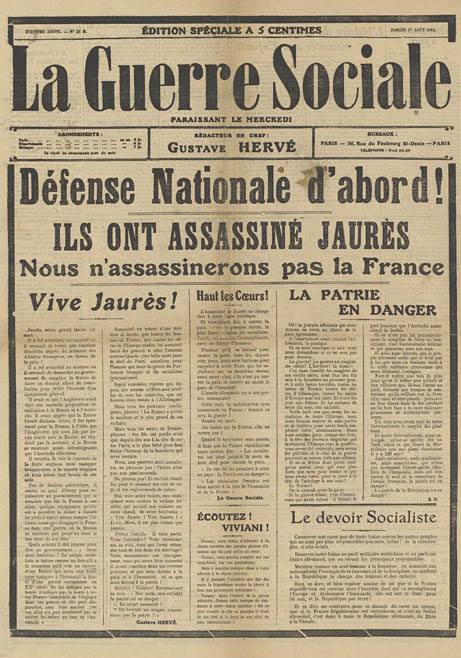
La Guerre sociale, numéro du 1er août 1914.

Par la suite, il devient rédacteur du journal antimilitariste La Guerre sociale dirigée par Gustave Hervé dont il devient très proche. Continuant son activité antimilitariste, il intègre le Comité antiparlementaire révolutionnaire en 1912 en compagnie de Charles Daudet et mène une campagne abstentionniste lors des élections législatives. Très vite, il se retire et quitte le CDS et continue à écrire dans le journal de Hervé puis se rapproche du Parti socialiste.

### Évolution vers le socialisme national
Durant la Première Guerre mondiale, il fait partie de ces anarchistes et socialistes qui prennent le parti de la défense de la France face à l'Allemagne. Envoyé au front, il est renvoyé pour un rhumatisme contracté dans l'Yser mais y retourne de façon volontaire. Une fois de retour à la vie civile, il suit Gustave Hervé dans son évolution nationaliste. Rapproché du christianisme vers la fin de sa vie, il meurt en 1940.